# Giraglia (Schiff)
Die Giraglia ist ein Fährschiff der italienischen Reederei Moby Lines, das unter italienischer Flagge fährt.

## Geschichte
Das Schiff wurde von Nuovi Cantieri Liguri für die Reederei Navigazione Arcipelago Maddalenino gebaut. Nach dem schweren Unfall der Moby Prince wurde die Reederei in Moby Lines umbenannt und das Schiff ging in den Besitz von Moby Lines über.
Moby Lines setzt das Schiff auf der Route zwischen Bonifacio und Santa Teresa di Gallura ein.

## Das Schiff
Die Fähre hat eine Bar sowie eine Station für Handyaufladung und WLAN an Bord. Angeboten werden an Bord Schlafsessel für Passagiere, Kabinen gibt es nicht gibt. An Bord des Schiffes gibt es außerdem ein Sonnendeck und einen Raum mit Videospielautomaten.